# Argentina Open 2021
L'Argentina Open 2021 è stato un torneo di tennis giocato sulla terra rossa nella categoria ATP Tour 250 nell'ambito dell'ATP Tour 2021. È stata la 82ª edizione del torneo precedentemente conosciuto come Copa Telmex. Si è giocato al Buenos Aires Lawn Tennis Club di Buenos Aires in Argentina, dal 1° al 7 marzo 2021.

## Singolare

### Teste di serie
| Nazionale | Giocatore            | Ranking* | Testa di serie |
| --------- | -------------------- | -------- | -------------- |
| Argentina | Diego Schwartzman    | 9        | 1              |
| Cile      | Cristian Garín       | 22       | 2              |
| Francia   | Benoît Paire         | 28       | 3              |
| Serbia    | Miomir Kecmanović    | 42       | 4              |
| Argentina | Guido Pella          | 44       | 5              |
| Spagna    | Albert Ramos Viñolas | 46       | 6              |
| Serbia    | Laslo Đere           | 56       | 7              |
| Spagna    | Pablo Andújar        | 59       | 8              |

* Ranking al 23 febbraio 2021.

### Altri partecipanti
I seguenti giocatori hanno ricevuto una wildcard per il tabellone principale:
- Facundo Bagnis
- Holger Vitus Nødskov Rune
- Thiago Agustín Tirante

I seguenti giocatori hanno avuto accesso al tabellone principale come special exempt:
- Facundo Bagnis
- Juan Manuel Cerúndolo

I seguenti giocatori sono passati dalle qualificazioni:

- Francisco Cerúndolo
- Lukáš Klein
- Jaume Munar
- Sumit Nagal

### Ritiri
Prima del Torneo
- Pablo Cuevas → sostituito da  Gianluca Mager
- Pedro Martínez → sostituito da  Andrej Martin
- Guido Pella → sostituito da  Roberto Carballés Baena

## Doppio

### Teste di serie
| Nazionale   | Giocatore         | Nazionale | Giocatore         | Ranking* | Testa di serie |
| ----------- | ----------------- | --------- | ----------------- | -------- | -------------- |
| Stati Uniti | Austin Krajicek   | Croazia   | Franko Škugor     | 74       | 1              |
| Brasile     | Marcelo Demoliner | Messico   | Santiago González | 93       | 2              |
| Italia      | Simone Bolelli    | Argentina | Máximo González   | 115      | 3              |
| Uruguay     | Ariel Behar       | Ecuador   | Gonzalo Escobar   | 123      | 4              |

* Ranking al 23 febbraio 2021.

### Wildcard
I seguenti giocatori hanno ricevuto una wild card per il tabellone principale:
- Francisco Cerúndolo /  Federico Coria
- Facundo Díaz Acosta /  Thiago Agustín Tirante

## Punti
| Evento    | V   | F   | SF | QF | 2T | 1T   | Q    | Q3   | Q2   | Q1   |
| Singolare | 250 | 150 | 90 | 45 | 20 | 0    | 12   | 6    | 3    | 0    |
| Doppio    | 250 | 150 | 90 | 45 | 0  | N.D. | N.D. | N.D. | N.D. | N.D. |

## Montepremi
| Evento    | V       | F       | SF      | QF     | 2T     | 1T     | Q3     | Q2     | Q1     |
| Singolare | 24400 $ | 18030 $ | 13510 $ | 9240 $ | 6310 $ | 4505 $ | 3470 $ | 2310 $ | 1275 $ |
| Doppio *  | 8510 $  | 6230 $  | 4730 $  | 3390 $ | 2480 $ | N.D.   | N.D.   | N.D.   | N.D.   |

* per team

## Campioni

### Singolare
Diego Schwartzman ha sconfitto in finale  Francisco Cerúndolo con il punteggio di 6-1, 6-2.
- È il quarto titolo in carriera per Schwartzman, il primo della stagione.

### Doppio
Tomislav Brkić /  Nikola Ćaćić hanno sconfitto in finale  Ariel Behar /  Gonzalo Escobar con il punteggio di 6-3, 7-5.